# Ginés Pérez de Hita
Ginés Pérez de Hita (Mula, Múrcia, 1544 - 1619), novel·lista espanyol, el més important del Segle d'Or a la Regió de Múrcia, autor entre altres obres de la Història de les guerres civils de Granada.

## Biografia
Va néixer probablement a Mula (Múrcia), el 1544, ja que tindria vint anys quan va intervenir en la guerra contra els moriscs. Per descomptat era persona instruïda, com testimonien els llibres Bell troià i Llibre de la població i gestes de la ciutat de Lorca, poema èpic que és el veritable esbós del llibre capital de Ginés de Hita, Les guerres de Granada, que inaugura de forma brillant el gènere de la novel·la històrica.
El seu món va ser el dels artesans de la regió murciana. Del taller de «Ginés Pérez, sabater» sortien carros i invencions per a les festes que celebrava la vila. També feia versos i componia peces dramàtiques que en aquestes ocasions es representaven. Molts anys després, havent publicat amb èxit notable la Història dels bàndols de Abencerrajes i Zegries, va col·laborar amb enginys de més alt rang en les exèquies a la mort de Felip II celebrades a la ciutat de Múrcia, on es trobava residint.
Representant, doncs, de la cultura popular, no va aconseguir consagrar-se com a poeta -tot i que va compondre dos llargs poemes- la manca d'una formació humanística o cortesana, encara que sí que havia adquirit a través de les seves lectures una educació literària fragmentària: coneixia bé, per exemple, l' Orlando Furiós , influència fonamental amb abast i matisos que han estat perfectament precisats per Maxime Chevalier; estava familiaritzat amb els llibres de cavalleries i amb cròniques i relacions sobre els últims temps del regne de Granada i, per descomptat, amb el Romancero -el vell i el nou-, atorgant a gairebé tot el que trobava imprès caràcter de veracitat. Aquestes lectures, assimilades amb més sensibilitat que coneixement, van estimular la seva fantasia sense posar traves a la manera intuïtiva en què el seu enginy combinava la veritat històrica i la veritat poètica, esborrant els límits entre realitat i ficció i aconseguint amb això la creació d'un món poètic coherent.

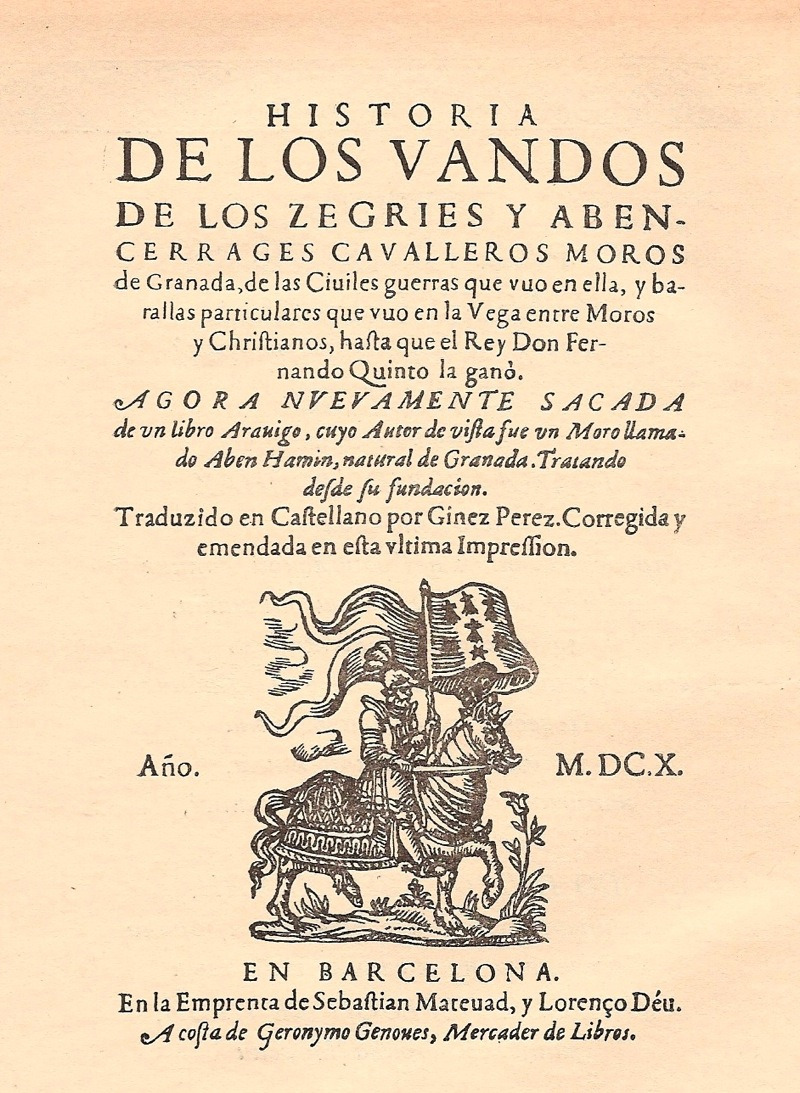
Gines Perez de Hita Titul

## Les guerres de Granada
Les guerres de Granada és en realitat una novel·la històrica; va titular el seu llibre Història dels bàndols dels zegríes i abencerrajes, cavallers moros de Granada, de les civils guerres que hi va haver ... fins que el rei Ferran el cinquè la va guanyar . Va aparèixer la primera part i més interessant a Saragossa, el 1595. Narra les rivalitats entre Zegríes i Abencerrajes, desafiaments i lluites entre moros i cristians, etc., oferint una bella visió de la Granada de finals del segle xv, immediatament anterior a la conquesta. Va suggestionar poderosament la imaginació popular i va crear el subgènere del Romancero Nuevo denominat romanç morisc, al qual van contribuir generosament Lope de Vega i altres autors.
La segona part (de les Guerres) va aparèixer a Cuenca, el 1619, i narra la revolta dels moriscs de Las Alpujarras, en la qual va participar l'autor a les ordres del Marquès de los Vélez. Ginés intercala romanços en el text, dels quals alguns són del mateix autor. Es nota en aquesta part l'influx de l'Austríada de Joan Rufo. Al cap d'aquest bell llibre, Pérez de Hita lamenta valentament, l'expulsió total dels moriscs.
L'obra de Pérez de Hita va ser molt influent en la literatura nacional (Pedro Calderón de la Barca, Francisco Martínez de la Rosa, Manuel Fernández y González, Pedro Antonio de Alarcón…) i fins i tot a escala europea (va ser traduïda a l'anglès, 1801, al francès, 1809 i l'alemany, 1821), marcant el gust per la cultura àrab dels homes del xviii i XIX (Madame de La Fayette, Chateaubriand, Washington Irving, etc.).